# Shantae (sorozat)
A Shantae platformvideójáték-sorozat, melyet a WayForward Technologies indított útjára 2002-ben.

## A sorozatról
?

## A sorozat részei
- Shantae (2002 – Game Boy Color, Nintendo Switch)
- Shantae: Risky's Revenge (2010 – Nintendo DSi, iOS, Microsoft Windows, PlayStation 4, Wii U, Xbox One, Nintendo Switch)
- Shantae and the Pirate's Curse (2014 – Nintendo 3DS, Wii U, Microsoft Windows, Amazon Fire, Xbox One, PlayStation 4, Nintendo Switch)
- Shantae: Half-Genie Hero (2016 – Microsoft Windows, PlayStation 4, PlayStation Vita, Wii U, Xbox One, Nintendo Switch)
- Shantae and the Seven Sirens (2019 – Microsoft Windows, PlayStation 4, Xbox One, Nintendo Switch, Apple Arcade)

## Szereplők
- Shantae – A játék főszereplője, egy szépséges dzsini lány.
- Mimic bácsi – Shantae nagybátya.
- Bolo – Shantae legjobb barátja.
- Sky – Shantae legjobb barátnője.
- Wrench – Sky papagája.
- Rottytops – Shantae barátnője, egy barátságos zombi lány.
- Riskh Boots – Shantae főellensége, egy gonosz kalóz nő a hét tenger királynője.